# Реки Молдовы
Речная сеть Молдавии представлена более 3600 водными руслами, принадлежащими бассейну Чёрного моря, в том числе 7 (по другим данным — 8) реками длиной более 100 км и 247 реками длиной более 10 км.
Все водные объекты в пространстве Республики Молдова относятся к двум бассейновым
округам: Дунайско-Прутский и Черноморский (единый округ) и Днестровский. Общая площадь Дунайско-Прутского и
Черноморского округа в пределах Республики Молдова – 14 770 км², что
составляет 43,6% территории страны; остальные земли находятся в бассейне Днестра.
В пойме Прута расположены два заповедника — «Пэдуря Домняскэ» и «Прутул де Жос»; в долине Днестра, на территории непризнанной ПМР — «Ягорлык».
В таблице представлены данные по 8 крупнейшим рекам Молдавии.
| Река      | Длина, км | Длина, км           | Впадает в   | Крупнейшие населённые пункты        |
| Река      | Всего     | В пределах Молдавии | Впадает в   | Крупнейшие населённые пункты        |
| --------- | --------- | ------------------- | ----------- | ----------------------------------- |
| Днестр    | 1352      | 657                 | Чёрное море | Сороки, Рыбница, Бендеры, Тирасполь |
| Прут      | 967       | 695                 | Дунай       | Унгень                              |
| Реут      | 286       | 286                 | Днестр      | Бельцы, Орхей, Флорешть             |
| Когильник | 243       | 125                 | Сасик       | Хынчешть, Чимишлия                  |
| Бык       | 155       | 155                 | Днестр      | Кишинёв, Стрэшень, Анений Ной       |
| Ботна     | 152       | 152                 | Днестр      | Кэушень                             |
| Ялпуг     | 142       | 135                 | Ялпуг       | Комрат                              |
| Икель     | 101       | 101                 | Днестр      | Кошерница                           |

С 2006 года Молдавия имеет около 400 метров дунайского берега в международном порту Джурджулешть, ранее принадлежавшем Украине.

## Днестровский бассейновый округ
Днестровский бассейн занимает 19 тыс. км² в пределах Молдавии, что составляет немногим более четверти его совокупной площади и 56,4% площади страны, а с административной точки зрения — в той или иной мере 19 административных районов Молдавии. 81,72% площади округа находится с левой стороны Днестра. В Днестровском округе расположено около 54% всех водоемов Молдавии; 62% из их числа приходится на подбассейн Рэута, 9% — на подбассейн Быка и 6,5% — на подбассейн Ботны. На территории округа расположена 1591 река, включая 5 протяженностью более 100 км. Плотность гидрографической сети в округе составляет 0,56 км/км².
Главной рекой Днестровского округа является Днестр, среднегодовой расход которого составляет 292-316 м³/с. Днестр является главным источником воды в округе, поскольку подземные запасы пресной воды незначительны.
В Днестровском округе находятся около 1700 озер и других искусственных водоемов, в том числе 51 водохранилище объемом более 1 млн м³ каждое. Крупнейшими по площади зеркала естественными озёрами округа являются Бык (3,72 км²), Рошу (1,6 км²) и старица Днестра (1,86 км²); крупнейшими искусственными — Дубоссарское водохранилище на Днестре (67,5 км²) и Гидигичское на Быке (6,8 км²). В пределах округа естественных озер мало, и их средняя площадь составляет лишь 0,2 км². Большинство естественных озёр Днестровского округа — пойменные или старичные
В пределах бассейнового округа представлено около 83,14%
эксплуатируемых подземных ресурсов питьевой воды Молдавии и 44,11% технических. Крупнейшие запасы подземных вод находятся в Новоаненском, Криулянском, Оргеевском в центральной зоне бассейна, в муниципии Бэлць — на севере и в районе Штефан-Водэ — на юге. Днестровская вода относится к II и III классам качества, тогда как вода притоков Днестра значительно грязнее и относится лишь к V классу, что означает возможность её использования только для выработки электроэнергии и судоходства без дополнительной обработки. Днестр является основным источником воды, способным полностью обеспечить потребности населения в питьевой воде и потребности молдавской экономики в целом.

## Дунайско-Прутский и Черноморский округ
Дунайско-Прутский и Черноморский округ простирается на территории
18 административных районов, в том числе полностью включает 10
районов (Бриченский, Единецкий, Хынчештский, Леовский, Чимишлийский, Кантемирский,
Басарабяска, АТО Гагаузия, Тараклийский и Кахульский), занимает более половины
территории 5 районов (Глоденский, Фэлештский, Унгенский, Ниспоренский и
Штефан-Водский) и часть территории 3 районов (Окницкий, Рышканский и Кэушенский).
Крупнейшей рекой Дунайско-Прутского и Черноморского бассейнового округа является Прут, длина которого в пределах Молдавии составляет 695 км, годовой сток — в среднем 2,7 км³ и варьируется от 1,2 до 5 км³. Лишь 28% площади бассейна Прута принадлежат Молдавии. Плотность гидрографической сети этого бассейна — 0,54 км/км². Расход воды в среднем составляет 78-94 м³/с, с колебаниями от 40 до 162 м³/с; в апреле-июле наблюдаются более высокие значения, наименьшие же фиксируются зимой. По всем параметрам наибольшим притоком Прута является река Каменка со среднегодовым стоком, равным 83,4 млн м³.
В Дунайско-Черноморском бассейне крупнейшими реками являются Когильник и Ялпуг; они же единственные, имеющие длину более 100 км в пределах Молдавии. Обе реки впадают в озёра (Сасик и Ялпуг соответственно).
Во всём бассейновом округе только в пойме Прута сохранились природные озёра, лишь два из которых имеют площадь зеркала более 2 км²; нередко эти озёра покрыты гидрофитной или болотной растительностью. В Дунайском и Черноморском бассейне на территории Молдавии находится небольшая часть озера Кагул площадью 1,64 км², тоже преимущественно покрытая гидрофитами.
В Дунайско-Прутском и Черноморском округе расположено 2802 водохранилища, из которых 1350 находятся в собственно бассейне Прута, в том числе водохранилище Костешть-Стынка на самом Пруте, построенное для регуляции его стока. Вода во многих водохранилищах характеризуется большой минерализацией (2-5 г/л).
В Прутском бассейне подземные водные ресурсы составляют 376 тыс. м³/год, т. е. 137,38 млн м³/год, из которых 50,71 млн м³/год используются человеком, в том числе в качестве питьевой воды и для бытовых нужд — 39,84 млн м³/год (78,3%), в качестве технической воды — 10,16 млн м³/год (20,1%), а также в лечебно-рекреационных целях — 0,71 млн м³/год (1,6%). В Дунайско-Черноморском бассейне они составляют 147 тыс. м³/сутки, что соответствует 54 млн м³/год.  Основная часть подземных ресурсов сосредоточена в южной части бассейнового округа, тогда как пополнение их идёт в северной части.

### Наводнения
Поскольку Прут берёт начало в Карпатах, его дебита достаточно для образования частых наводнений. Максимальный расход воды составляет 4000-5000 м³/с. Катастрофические
наводнения зарегистрированы в 1959, 1965, 1969, 1970, 1971, 1975, 1991, 1996, 1998, 2008, 2010 годах, причём последнее нанесло ущерб в размере около 84 млн леев. Согласно исследованиям, за последние 30-40 лет частота экстремальных
наводнений удвоилась по сравнению с последними 100 лет.
В бассейне реки Когыльник зона высокого риска расположена в
нижнем течении реки, от границы с Украиной до мест чуть выше села Логэнешть района Хынчешть, вместе с нижними течениями рек Галбена и Скиноаса.
Имеют место также наводнения на реке Ялпуг.